# کواشنوویتسه
کواشنوویتسه (به چکی: Kvášňovice) یک منطقهٔ مسکونی در جمهوری چک است که در ناحیه کلاتووی واقع شده‌است. کواشنوویتسه ۴٫۴۱ کیلومتر مربع مساحت و ۱۱۹ نفر جمعیت دارد و ۵۳۶ متر بالاتر از سطح دریا واقع شده‌است.